# 독립군 (조선)

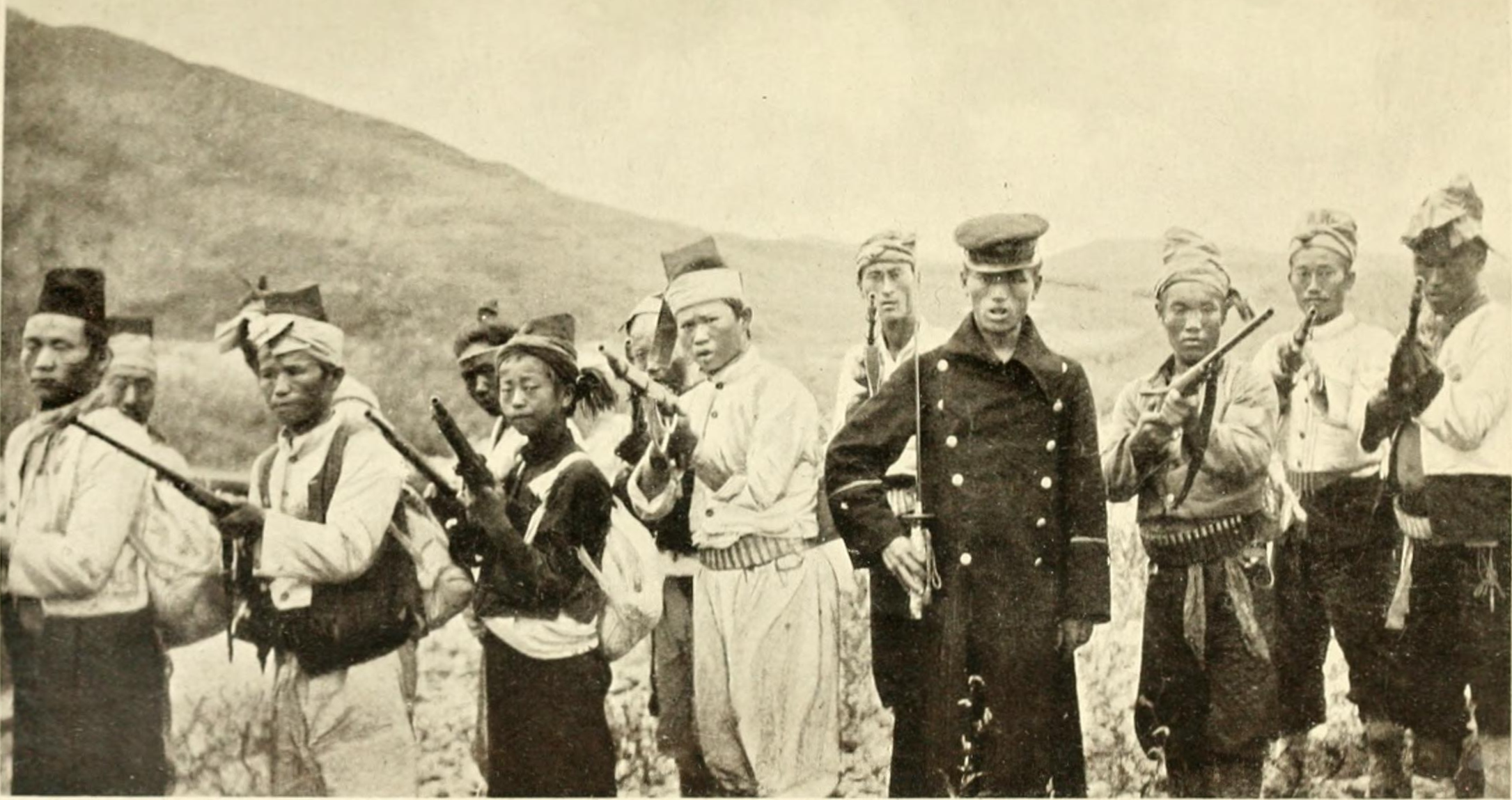
1907년해산 군인이 합류한 이후 의병의 모습.

독립군(獨立軍)은 한국사에서 한국이 일제강점기 동안 조선의 독립을 위해 활동하였던 무장 단체를 총칭하여 가리키는 단어이다. 의병과 비슷한 활동 성격을 띠지만 한반도에서 일제를 몰아낸다는 뚜렷한 목적 의식이 있으며, 계획적인 훈련을 받고 전투용 무기를 갖추었다는 점에서 구별된다. 일반적으로 정미의병 이후 대한제국의 해산 군대가 가담하여 의병의 전투력이 향상된 이후부터의 전투 단체를 독립군이라 칭한다.

## 독립군의 활동

### 1900~1910년대의 독립군
1907년 한·일 신협약 체결 이후 대한 제국의 군대가 해산되었고,이 해산 군대가 의병에 가담하면서 의병의 전투력이 비약적으로 향상되어 의병 전쟁의 양상을 띠어 가게 되었고, 차차 이 의병이 체계적인 지도 체제를 갖추고 고도로 훈련된 전투 군대의 모습으로 나타나게 된다. 이 시기에는 남한 대토벌 작전 이후 한반도 내에서 무장 독립 운동에 대한 일본 제국의 탄압이 강한 시기였으므로 간도, 만주, 연해주 등지로 독립군의 중심지가 이동하게 된다. 이들 지역에서는 민족 운동 단체들을 중심으로 독립군들의 기지 설립이 활발히 진행되었다. 특히 국내의 민족 운동 단체이자 비밀 결사로 운영되었던 신민회의 경우, 남만주 삼원보 지역에 신흥무관학교를 세우고 독립군들을 본격적으로 양성하기 시작했으며, 이는 1920년대 서로군정서군의 기반이 된다. 북만주 지역에서는 대종교 단체인 중광단이 김좌진과 함께 의병들과 대종교도들을 규합하여 북로군정서군을 조직한다. 연해주에서는 1911년 권업회가 이동휘, 이상설 등에 의해 조직되어 광복군을 양성하기 위해 비밀결사인 양도호와 해도호를 운영하고, 1914년에는 동 단체에서 이상설과 이동휘를 중심으로 하는 대한 광복군 정부를 임시 정부로서 설립하게 되어 통합적 독립 전쟁에 대한 시도도 이뤄지게 된다.

### 1920년대의 독립군

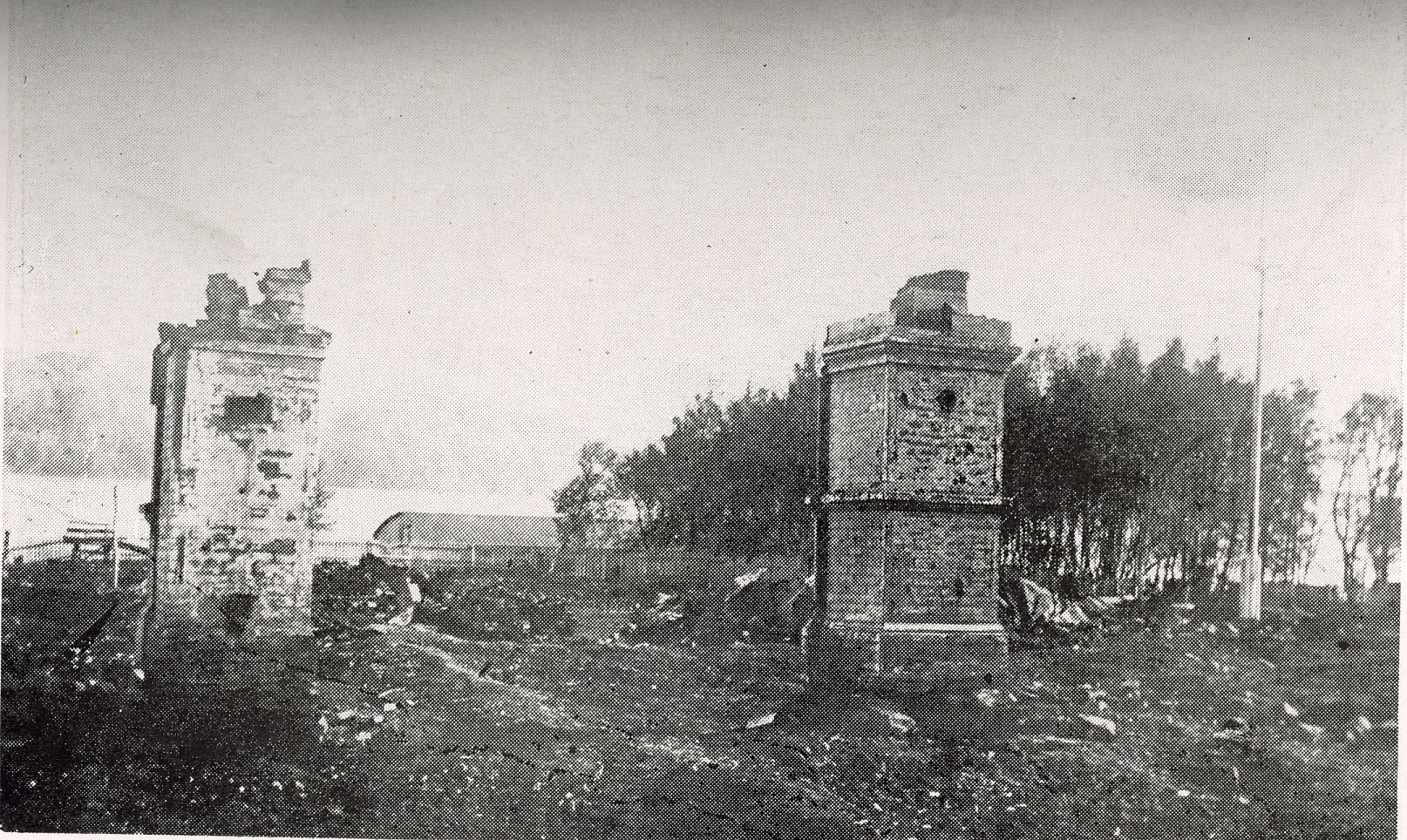
니콜라옙스크 일본영사관의 불탄 자리 1920년 6월

러시아 혁명 이후 연해주에서는 총기와 탄약류를 손쉽게 구할 수 있었고 이 시기의 독립군은 이로 무장하여 두만강 근교를 넘나들며 일제 보급소나 파출소 등을 습격하는 등 게릴라 활동을 전개하였다. 니콜라옙스크 사건으로 독립군과 붉은 군대는 일본군을 전멸시켰다.

## 같이 보기
- 의병